# Titularbistum Theveste
Theveste (italienisch: Teveste) ist ein Titularbistum der römisch-katholischen Kirche.
Das Bistum war in Numidien, einer historischen Landschaft in Nordafrika, beheimatet. Theveste heißt heute Tebessa und ist die Hauptstadt der gleichnamigen algerischen Provinz Tébessaz.
| Titularbischöfe von Theveste |                                |                                                   |                    |                   |
| Nr.                          | Name                           | Amt                                               | von                | bis               |
| 1                            | Franz Bernadin Verbeck OFMConv | Weihbischof in Münster (Deutschland)              | 19. September 1746 | Dezember 1756     |
| 2                            | Gabriel Wodzyński              | Koadjutorbischof von Smoleńsk (Polen)             | 4. April 1759      | 17. Juli 1763     |
| 3                            | Kasper Kazimierz Cieciszowski  | Koadjutorbischof von Kiew (Ukraine)               | 29. Mai 1775       | 7. August 1784    |
| 4                            | Guglielmo Stagno               | Weihbischof in Messina (Italien)                  | 29. Januar 1787    | 1801              |
| 5                            | Roque José Carpegna Díaz OP    | Koadjutorvikar von Fo-Kien                        | 31. März 1801      | 30. Dezember 1845 |
| 6                            | Justo Alfonso Aguilar OP       | Apostolischer Vikar von Fo-Kien                   | 5. September 1848  | 12. Dezember 1874 |
| 7                            | Domenico Cocchia OFMCap        | Apostolischer Administrator von Otranto (Italien) | 8. August 1884     | 23. Mai 1887      |
| 8                            | Jean-Joseph Hirth MAfr         | Apostolischer Vikar von Kivu (Burundi)            | 4. Dezember 1889   | 6. Januar 1931    |
| 9                            | Aristides de Araújo Porto      | Koadjutorbischof von Monte Claros (Brasilien)     | 8. Mai 1931        | 20. Juli 1943     |
| 10                           | Stephan John Kocisko           | Weihbischof in Pittsburgh (USA)                   | 20. Juli 1956      | 6. Juli 1963      |
| 11                           | Elías Prado Tello              | Weihbischof in Cuzco (Peru)                       | 14. November 1963  | 14. Februar 2002  |
| 12                           | Mark Coleridge                 | Weihbischof in Melbourne (Australien)             | 3. Mai 2002        | 19. Juni 2006     |
| 13                           | John Anthony Dooher            | Weihbischof in Boston (USA)                       | 12. Oktober 2006   |                   |